# يارا علاء
يارا علاء ممثلة ومدبلجة مصرية.

## أعمالها
لها العديد من الأعمال في مجال دبلجة الرسوم المتحركة:
- عالم الطباشير في دور بيني
- الأخوات الثلاثة
- حكايات جنجر
- نحن الخمسة
- السفر الراسي عبر الزمن
- مغامرات بطل
- سيرك جوجو
- جيمي نيوترون في دور سيندي فورتكس
- المراهقة الآلية في دور جيني

## روابط خارجية
- يارا علاء على موقع IMDb (الإنجليزية)
- يارا علاء على موقع الدهليز
- يارا علاء على موقع قاعدة بيانات الأفلام العربية